# 富士信成
富士 信成（ふじ のぶなり）は、江戸時代の武士。関東在地の富士氏の一族。

## 出自
富士信成は、富士城主であった富士信忠の第二子で後に関東を知行地とした富士信重の子である。従って、富士氏の庶流である。

## 略歴

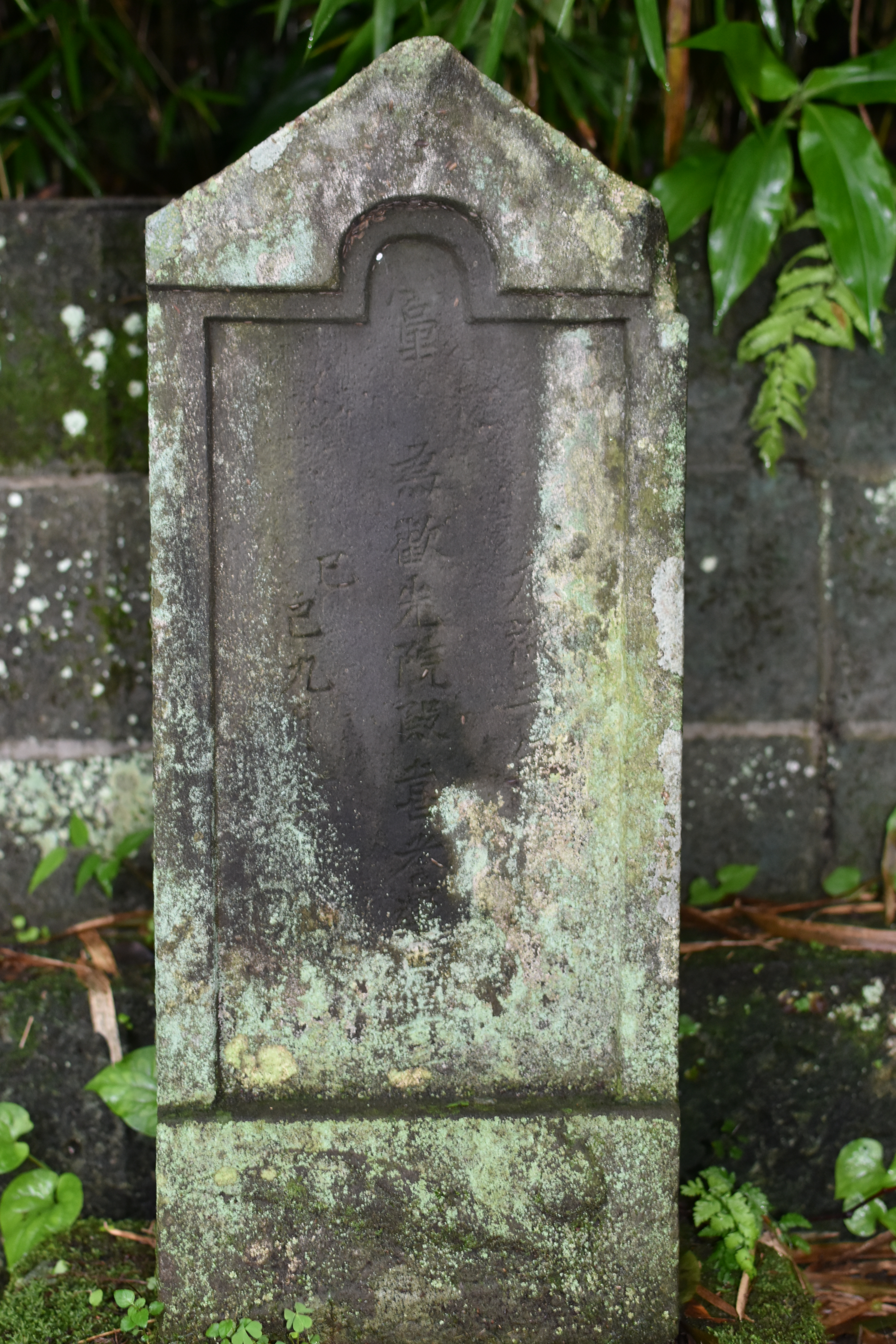
富士信成の墓碑（長谷寺）

『寛永諸家系図伝』によると、通称は市兵衛で富士信重の子であり、江戸で出生したとある。『寛政重修諸家譜』巻第三百七十九（以下『寛政譜』）によると、正保3年（1646年）に家督を継ぎ、その後天守番となったとある。
『寛政譜』に「采地鎌倉郡長尾臺村の長谷寺に葬る」とあり墓所が記されるが、現在も長谷寺に墓碑が残る。
この信成とは別に、富士家一族で信成を名乗った人物が複数人居る。富士氏の本拠である富士大宮の例では、富士信家の第二子が信成（右馬介）を名乗り、案主富士氏を再興している。関東の富士氏では、信成より四代後の富士信清の子が信成（富士市十郎）を名乗っている。